# 长征镇 (上海市)
长征镇，是中华人民共和国上海市普陀區下辖的一个乡镇级行政单位。面积7.67平方公里。户籍人口9.09万人。镇人民政府驻万镇路180号。

## 歷史
长征镇镇域原分为南北两片，分别位于普陀区的西南部与东北部，互为不相连的两块飞地。南宋嘉定十年（1217年），嘉定建县，属临江乡境，淳祐年间，临江乡易名依仁乡。清雍正二年（1724年），随依仁乡划属新建的宝山县。民国17年（1928年），今境划入上海特别市，属真如区，民国27年（1938年）真如区撤销，划归沪北区。民国34年（1945年）恢复真如区建制，今境重属真如区。
1956年3月9日，上海市人民委员会决定，撤销真如区，与新泾区、龙华区合并为西郊区，今境归属西郊区。1958年7月29日，上海市人民委员会决议并于同年8月15日公布，撤销西郊区，江桥乡、厂头乡、真杨乡全部和新杨乡（曹杨乡）、交通乡一部划归嘉定县。同年9月，江桥乡、厂头乡、真杨乡、新杨乡（曹杨乡）、交通乡合并建立长征人民公社，名称取意“红军二万五千里长征”。
同年10月26日，上海市人民委员会决定，将普陀区真如镇划归嘉定县管辖。1960年，撤销真如镇建制，划属长征人民公社。1961年10月，析出江桥、桃浦2个人民公社。1965年春，析出真如，恢复真如镇建制。
1983年6月，政社分设，撤销长征人民公社，设立长征乡。1984年11月21日，
长征乡真北路以东，金沙江路、真南路、新村路以南近9平方公里的地域划入普陀区，分属甘泉新村街道、石泉新村街道、林家港街道、曹安路街道和真如镇，但该地域内的村民委员会、村民小组和农业生产仍由长征乡人民政府管理。
1992年7月8日，上海市人民政府决定，将长征乡划归普陀区，以解决长征乡地区由区县共管、“一地两府”的矛盾。1993年12月20日，上海市人民政府同意撤销长征乡建制，建立长征镇，实行镇管村体制，镇人民政府驻曹安路441号。2000年5月，撤销曹安路街道，原曹安路街道管辖的桃浦河以西地区划归长征镇管辖。
2000年1月8日，一家名為新长征福利院的養老院建成。
2001年9月，长征镇跨越普陀与嘉定两区的边界线开发广德苑、新长征花苑八街坊和祥和家园小区，加上历史原因，形成一个小区甚至一幢楼房分属两区、犬牙交错、飞地等情况。后经普陀与嘉定两区协商，重新确定区界：在广德苑、新长征花苑八街坊的边界线调整为：北自祁连山路中心线与延川路中心线交点起沿延川路中心线向西北至真新路中心线，沿真新路中心线向西南至丰庄六街坊北围墙向西的众仁路交点，沿围墙向东再向南到规划清峪路中心线交点。在祥和家园的边界线调整为：北自万镇路中心线和曹安路中心线交点沿万镇路中心线向南至万镇路中心线与延川路中心线交点止。两条新边界线的以西区域由长征镇划入嘉定区，以东区域由嘉定区划入长征镇。
2014年11月24日，上海市人民政府批复同意，析出设立长征镇东北部，设立万里街道。长征镇行政区域范围调整为：东至桃浦（河）与曹杨新村街道相邻，南至虬江河、吴淞江以北与长风新村街道和长宁区相连，西至万镇路、花家浜路与嘉定区真新街道相接，北至曹安公路与真如镇接壤。

## 行政区划
长征镇下辖25个居委会：

### 怒江片
| 区划代码     | 区划名称       | 简称   | 地址                    |
| ------------ | -------------- | ------ | ----------------------- |
| 310107102001 | 北巷居委会     | 北巷   | 梅川路999弄23号101室    |
| 310107102002 | 芝巷居委会     | 芝巷   | 梅川路799弄14号103室    |
| 310107102007 | 怒江第二居委会 | 怒二   | 梅川路278弄11号102室    |
| 310107102013 | 怒江第一居委会 | 怒一   | 怒江路601弄6号          |
| 310107102019 | 银开居委会     | 银开   | 大渡河路1332弄23号103室 |
| 310107102024 | 新曹杨居委会   | 新曹杨 | 中江路1070弄38号        |

### 新城片
| 区划代码     | 区划名称             | 简称 | 地址                  |
| ------------ | -------------------- | ---- | --------------------- |
| 310107102004 | 新长征花苑第一居委会 | 花苑 | 清峪路81弄81号        |
| 310107102014 | 运旺新村居委会       | 运旺 | 延川路71弄5号104室    |
| 310107102017 | 真源小区居委会       | 真源 | 真光路962弄365号      |
| 310107102022 | 东旺居委会           | 东旺 | 真光路1339弄60号102室 |
| 310107102023 | 祥和居委会           | 祥和 | 梅川路1500弄24号      |
| 310107102033 | 祥和名邸居委会       | 名邸 | 梅川路1333弄201号     |
| 310107102034 | 象源丽都居委会       | 丽都 | 真光路798弄37号101室  |

### 梅川片
| 区划代码     | 区划名称       | 简称 | 地址                    |
| ------------ | -------------- | ---- | ----------------------- |
| 310107102006 | 梅岭北路居委会 | 梅北 | 梅岭北路1001弄14号      |
| 310107102008 | 梅川第一居委会 | 梅一 | 大渡河路1400弄33号101室 |
| 310107102009 | 梅川第二居委会 | 梅二 | 梅岭北路1258弄63号101室 |
| 310107102010 | 梅川第四居委会 | 梅四 | 武宁路2525弄24号对面    |
| 310107102012 | 梅川第六居委会 | 梅六 | 丹巴路1500弄52号        |

### 金沙片
| 区划代码     | 区划名称           | 简称     | 地址                   |
| ------------ | ------------------ | -------- | ---------------------- |
| 310107102015 | 泾泰居委会         | 泾泰     | 金沙江路2348弄59号     |
| 310107102016 | 建德花园居委会     | 建德     | 棕榈路301弄47号101室   |
| 310107102025 | 金沙雅苑居委会     | 雅苑     | 金沙江路2208弄15号     |
| 310107102027 | 万豪居委会         | 万豪     | 金沙江路2098弄34-36号  |
| 310107102028 | 建德小区第二居委会 | 建二     | 同普路1485号           |
| 310107102029 | 未来街区居委会     | 未来街区 | 金沙江路2299弄28号     |
| 310107102035 | 嘉广居委会         | 嘉广     | 祁连山路999弄28号101室 |